# فرغانه قاسموا
فرغانه عالیم‌قیزی قاسموا (ترکی آذربایجانی: Fərqanə Alim qızı Qasımova؛ زادهٔ ۶ اوت ۱۹۷۹) موسیقی‌دان اهل جمهوری آذربایجان است. وی از سال ۱۹۹۶ میلادی تاکنون مشغول فعالیت بوده‌است. او دختر عالیم قاسموف دیگر خوانندهٔ آذربایجانی است.
وی ترجمه ترانه غوغای ستارگان به زبان ترکی آذربایجانی را اجرا کرده است.